# Lala Sukuna
Ratu Sir Josefa Lalabalavu Vanayaliyali Sukuna,, mieux connu sous le nom de Ratu Sir Lala Sukuna, né le 22 avril 1888 et mort le 30 mai 1958, est un avocat, grand chef et homme d'État fidjien. Membre du gouvernement colonial britannique aux Fidji, il y est le principal porte-parole de la population autochtone, et y exerce une influence prépondérante. Il est parfois considéré comme l'un des « pères de la nation », bien qu'il ait été réticent à la modernisation et à l'indépendance de son pays. Il est le premier Fidjien à être fait chevalier par le monarque du Royaume-Uni (devenant Ratu Sir Lala Sukuna).

## Jeunesse
Né dans la haute aristocratie fidjienne, dans l'une des trois grandes familles de dirigeants traditionnels de l'archipel, il effectue sa scolarité secondaire en Nouvelle-Zélande, puis étudie le droit à Wadham College à l'université d'Oxford au Royaume-Uni, ainsi qu'au Middle Temple à Londres. Ses études sont interrompues par le début de la Première Guerre mondiale. Il souhaite s'engager dans les forces armées britanniques, mais le Royaume-Uni interdit le recrutement des populations autochtones des colonies. Il s'engage donc dans la Légion étrangère française. Blessé au combat en 1915, il est décoré par la France de la Croix de guerre et de la médaille militaire. Il reprend et complète ses études, devenant le premier Fidjien titulaire d'un diplôme universitaire. Il retourne aux Fidji et y travaille dans l'administration coloniale,,,.

## Carrière politique
En 1932, il est nommé commissionnaire de la province de Lau, chargé de l'administration de cette région. En 1937, il est nommé membre autochtone du Conseil législatif de la colonie. En 1940, il est nommé membre du Conseil de guerre. C'est à cette occasion qu'il recommande avec succès le déploiement de forces armées fidjiennes autochtones à l'étranger dans le cadre de la guerre du Pacifique, afin que les Fidjiens puissent prouver leur dévouement à l'Empire, et se voir reconnaître le plein respect qui leur est dû en conséquence. En 1943, il devient également Secrétaire aux Affaires autochtones, contribuant grandement à forger la politique coloniale appliquée à la population autochtone des Fidji. Il met en place le Conseil d'administration des terres indigènes (Native Land Trust Board), pour la gestion des terres autochtones et pour protéger la propriété foncière coutumière. En 1956, alors que le gouvernement colonial se démocratise progressivement, il est le premier président de la nouvelle Assemblée législative,,.

## Prises de position et influence

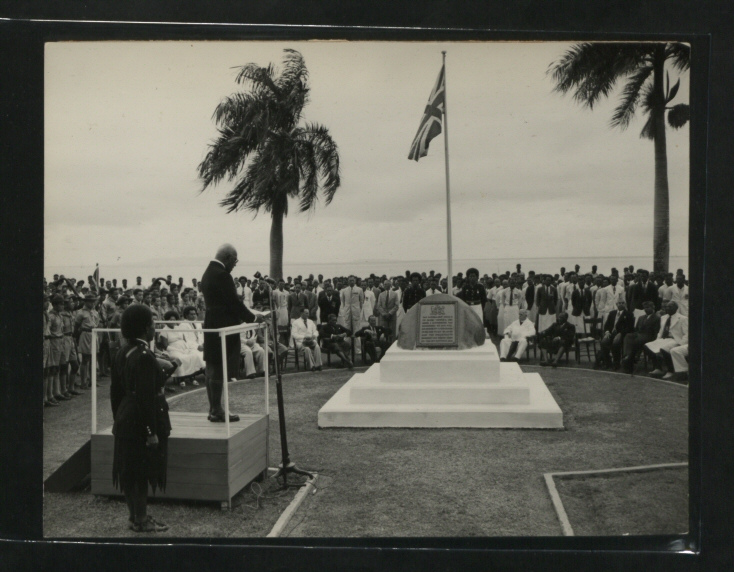
Ratu Sir Lala Sukuna en 1954, commémorant les 80 ans de l'entrée des Fidji dans l'Empire britannique.

Conseiller de longue date des autorités coloniales en matière de politique indigène, il s'oppose à toute modernisation économique, et vise à préserver la société traditionnelle et rurale fidjienne, garante à ses yeux des intérêts et des droits coutumiers de la population. S'assurant la pérennité de l'autorité coutumière des chefs, il est également réticent à toute idée de démocratisation. À partir des années 1940, la population autochtone aux Fidji est moins nombreuse que celle des immigrés venus d'Inde à la fin du XIXe siècle et au début du XXe, et de leurs descendants. Comme beaucoup de Fidjiens autochtones, il estime que la démocratie et la modernisation conféreraient à la communauté indienne les pouvoirs politiques et économiques dans la colonie. Profondément traditionaliste, il exprime une vision positive de l'autorité coloniale sur les Fidji, arguant que celle-ci a su forger un sentiment d'unité constructive parmi les différentes communautés de l'archipel. Il est l'auteur d'une image restée célèbre, celle de la société fidjienne comme un « tabouret à trois pieds », faite d'une collaboration harmonieuse entre les communautés autochtone, indienne et européenne du pays.

## Décès et héritage
Il décède en mer le 30 mai 1958, lors d'un voyage en direction du Royaume-Uni, douze ans avant que les Fidji n'accèdent à l'indépendance. Son petit-neveu Ratu Sir Kamisese Mara sera alors le premier Premier ministre des Fidji indépendantes ; Lala Sukuna l'avait préparé attentivement à exercer les plus hautes fonctions. Sukuna est célébré à ce jour comme « un modèle et une source d'inspiration », pour avoir garanti la préservation du mode de vie fidjien et de la propriété coutumière des terres, ainsi que pour avoir relayé les attentes et inquiétudes des Fidjiens aux autorités durant l'ère coloniale. Le 30 mai, jour de sa mort, demeure un jour de commémoration nationale. À partir de 2023, par décision du gouvernement de coalition de Sitiveni Rabuka, ce jour (« Ratu Sir Lala Sukuna Day ») devient un jour férié, célébré le dernier lundi du mois de mai. Girmit Day, le 14 mai, devient également un jour férié, commémorant l'histoire des Indo-Fidjiens. Le journal The Fiji Sun affirme à cette occasion que c'est grâce à Lala Sukuna que les Fidji sont « l'un des deux seuls pays au monde (l'autre étant la Bolivie) où les autochtones demeurent propriétaires de la majorité des terres ».

## Titulature complète
Ratu Sir Lala Sukuna KCMG KBE,